# Herb gminy Babice
Herb gminy Babice – jeden z symboli gminy Babice, ustanowiony 13 sierpnia 1990.

## Wygląd i symbolika
Herb przedstawia na tarczy w polu zielonym wizerunek srebrnego zamku (nawiązanie do Zamku Lipowiec) z wieżą z blankami i otwartą bramą, w której umieszczono czarną stylizowaną literę „B”, nawiązującą do nazwy gminy.